# Różnówka-Stawy
Różnówka-Stawy – południowo-wschodnia część miasta Biłgoraja, wschodnia część dawnej wsi Różnówka, położona wzdłuż ulicy Różnówka-Stawy oraz na południe od stawów Ćwikły i Barszczka.
Dawniej w gminie  Puszcza Solska. Obszar włączono do Biłgoraja 1 kwietnia 1927.